# Michael Roscher (Astrologe)

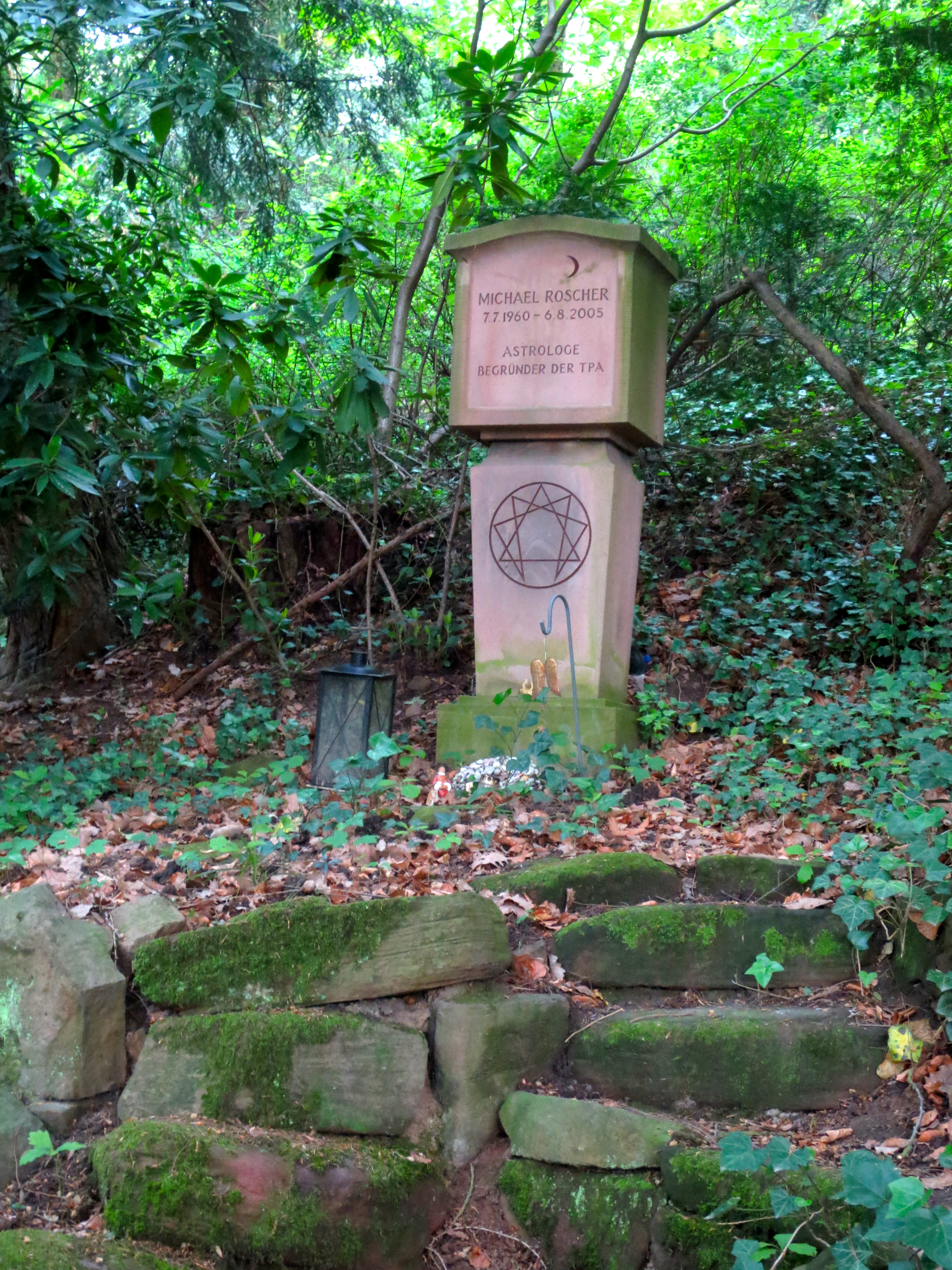
Roschers Grab auf dem Heidelberger Bergfriedhof in der Waldabteilung (Abt. WB)

Michael Roscher (geboren als Michael Müller; * 7. Juli 1960 in Heidelberg; † 6. August 2005 in Köln) war ein deutscher Astrologe. Er veröffentlichte zahlreiche Bücher über Horoskope und gründete die Schule für transpersonale Astrologie (TPA).

## Leben und Werk
Der 1960 in Heidelberg geborene Roscher, begann schon in Jugendjahren sich mit der Astrologie auseinanderzusetzen. Während eines langjährigen Aufenthaltes in Indien und Nepal beschäftigte er sich eingehend mit indischer Astrologie. Er war Mitglied einer Gurdjieff Studiengruppe und arbeitete seit 1981 als individueller Berater und gab Kurse für Anfänger und Fortgeschrittene. Gemeinsam mit der Astrologin Brigitte Hamann leitete er die Schule für transpersonale Astrologie (TPA). Zwischen 1988 und 2005 entstanden zahlreiche Schriften und Bücher zu astrologischen Themen.

## Werke (Auswahl)
- Das  Astrologiebuch – Berechnung, Deutung, Prognose ISBN 978-3-89997-117-0 (2004).
- Das Buch der Häuserherrscher – Querverbindungen im Horoskop (mit Werner Völkel) ISBN 978-3-925100-83-3 (2003).
- Kritische Grade im Horoskop  ISBN 978-3-89997-121-7 (2005).
- Das Resonanzhoroskop – Wie man das, was zur Vollständigkeit fehlt, astrologisch sichtbar macht  ISBN 978-3-937077-14-7 (2005.)
- Der Mond – Licht und Schatten astrologischer Mondkonstellationen  ISBN 978-3-89997-128-6 (2006).
- Kritische Grade in der Prognose  ISBN 978-3-89997-141-5 (2006).
- Venus und Mars ISBN 978-3-89997-172-9 (2008).